# سيلفيا هاليت
سيلفيا هاليت (بالإنجليزية: Sylvia Hallett) هي ملحنة وموسيقية بريطانية، ولدت في 1953.

## وصلات خارجية
- الموقع الرسمي
- سيلفيا هاليت على موقع IMDb (الإنجليزية)
- سيلفيا هاليت على موقع ميوزك برينز (الإنجليزية)
- سيلفيا هاليت على موقع أول ميوزيك (الإنجليزية)
- سيلفيا هاليت على موقع ديسكوغز (الإنجليزية)